# Saint-Georges-Buttavent
Saint-Georges-Buttavent är en kommun i departementet Mayenne i regionen Pays de la Loire i nordvästra Frankrike. Kommunen ligger i kantonen Mayenne-Ouest som tillhör arrondissementet Mayenne. År 2022 hade Saint-Georges-Buttavent 1 381 invånare.

## Befolkningsutveckling
Antalet invånare i kommunen Saint-Georges-Buttavent
| Referens: INSEE |